# Захарій Зограф
Заха́рій Христов Зогра́ф (болг. Захарий Зограф; *8 жовтня 1810, Самоков — †14 червня 1853, там же) — один з найвидатніших болгарських художників та іконописців, представник Болгарського національного відродження. Знаменитий своїми іконами та фресками. Митець також часто розглядається як основоположник болгарського світського живопису, оскільки у своїх творах широко вводив портрети (зокрема і автопортрети) сучасників та сучасні йому реалії (наприклад, предмети побуту).

## З біографії та творчості
Захарій Зограф народився в Самокові, ім'я його батька — Христо Димитров. Навчався у свого брата Димитра Христова. Оскільки батько Захарія помер рано, в подальшому він виховувався та працював разом із братом.
Від 1827 року був духовним учнем Неофіта Рильського. У 1831 році брат визнав його за рівного партнера, тобто Захарій здобув статус майстра. Прізвисько «зограф» означає просто іконописець.

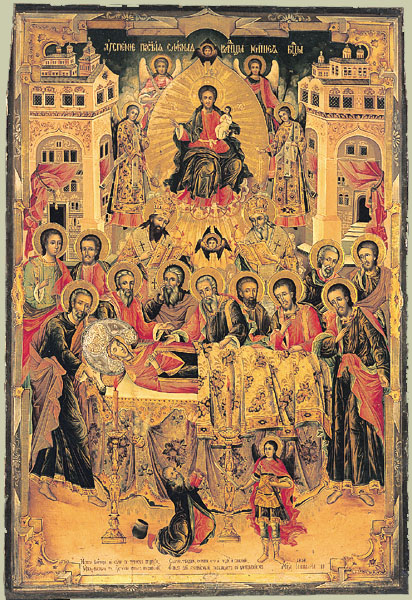
Успіння Богородиці (1838), церква Богородиці в Копривштиці

1841 року разом з учнями розписав церкви Архангела та Миколаївську Бачковського монастиря.
У 1847 році був запрошений, щоб розписати щойно зведену церкву Успіння Богородиці в Троянському монастирі (Троян). Розписав усі внутрішні стіни храму, а також галерею. Крім канонічних сюжетів (янгольський, святковий, пророчеський чини) зобразив декілька групових портретів ктиторів, болгарських, сербських і (вперше у болгарському живопису) руських святих (Борис і Гліб, Дмитрій Ростовський). На склепіннях галереї виконав сюжети з Апокаліпсису, на стінах — фрески «Страшний суд» і «Коло життя».
Захарій Зограф розписав також церкви Преображенського монастиря у Велико-Тирново і головну церкву Рильського монастиря.
Серед фресок у трьох перших монастирях є автопортрети митця, що є вкрай незвичайним для того часу.
до найвідоміших робіт Захарія Зографа також належать ікони церкви Костянтина і Єлени в Пловдиві, церкви Богородиці в Копривштиці та ряді інших монастирів.
У 1851—52 роках був запрошений і впродовж 17 місяців працював на горі Афон, де розписав боковий вівтар Великої Лаври. Потому повернувся до Самокова, де виконав численні портрети.
Помер Захарій Зограф 14 червня 1853 року від тифу.
Деякі дослідники вважають, що фрески Захарія, хоча й виконані на високому технічному рівні, але є доволі поверховими. Єпископ Порфирій Успенський, дослідник його доробку, навіть писав, що фрески Захарія у Великій Лаврі «ображають естетичний смак». З іншого боку, ікони Зографа являють собою поєднання канонічного болгарського церковного живопису, сприйнятого ним через батька, брата і старших сучасників (наприклад, Димитра Молерова), і нових тенденцій світського мистецтва. Якраз за цей відхід від канону Захарія й прийнято вважати засновником світського болгарського живопису.
Небожем Захарія був відомий болгарський художник Станіслав Доспевський (справжнє ім'я — Зафір Зограф, син Димитра).

## Галерея

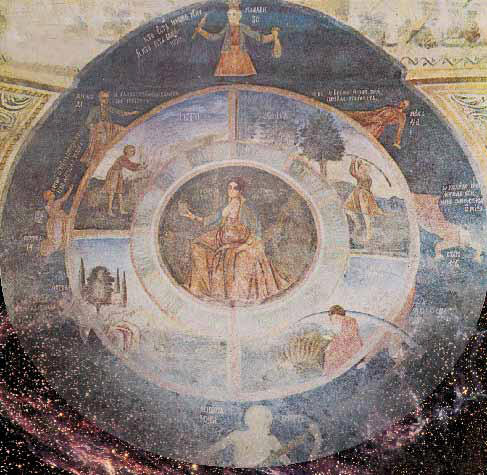
Коло життя, Преображенський монастир, Велико-Тирново
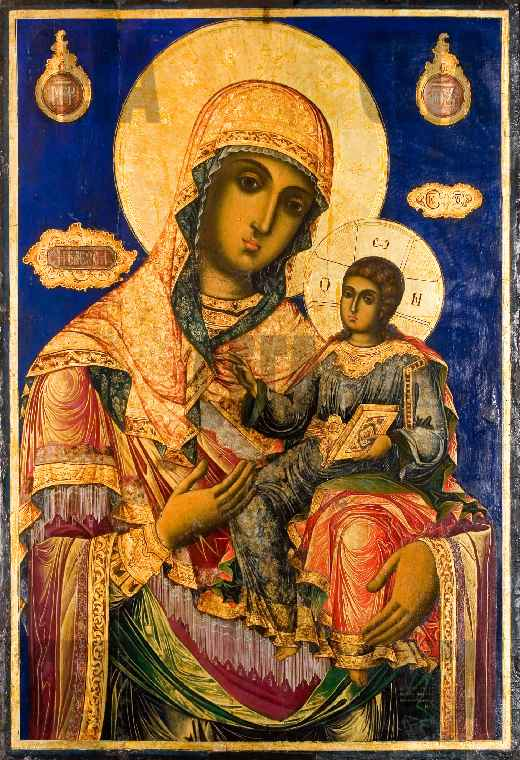
Богоматір з немовлям, церква Архангела, Бачковський монастир
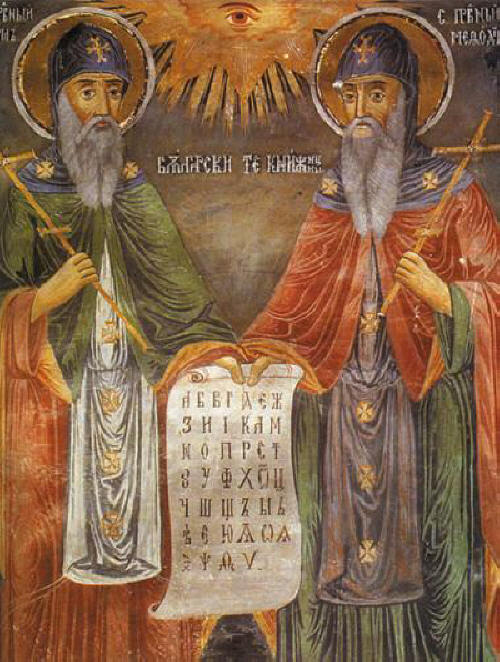
Святі Кирило та Мефодій (1848), Троянський монастир
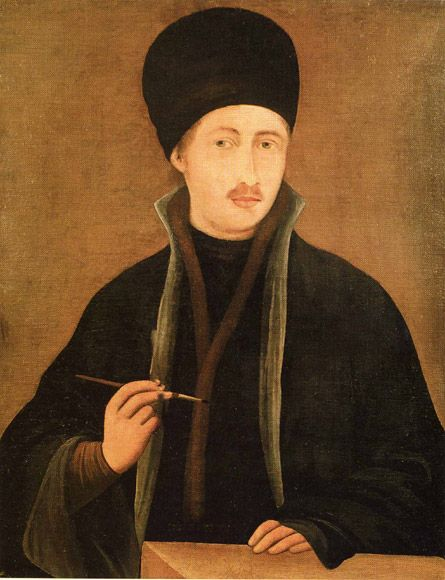
Автопортрет, Національна художня галерея Болгарії, Софія